# أندي بيريرا
أندي بيريرا هو لاعب تنس الطاولة كوبي، ولد في 31 أغسطس 1989 في هافانا في كوبا.

## وصلات خارجية
- أندي بيريرا على موقع منظمة تنس الطاولة العالمي (الإنجليزية)
- أندي بيريرا على موقع اللجنة الأولمبية الدولية (الإنجليزية)
- أندي بيريرا على موقع أوليمبيديا (الإنجليزية)